# ويليام جي. برادلي
ويليام جي. برادلي هو مهندس وسياسي أمريكي، ولد في 5 مايو 1852، وتوفي في 13 أكتوبر 1916. نشط حزبياً في الحزب الجمهوري.